# Fasa

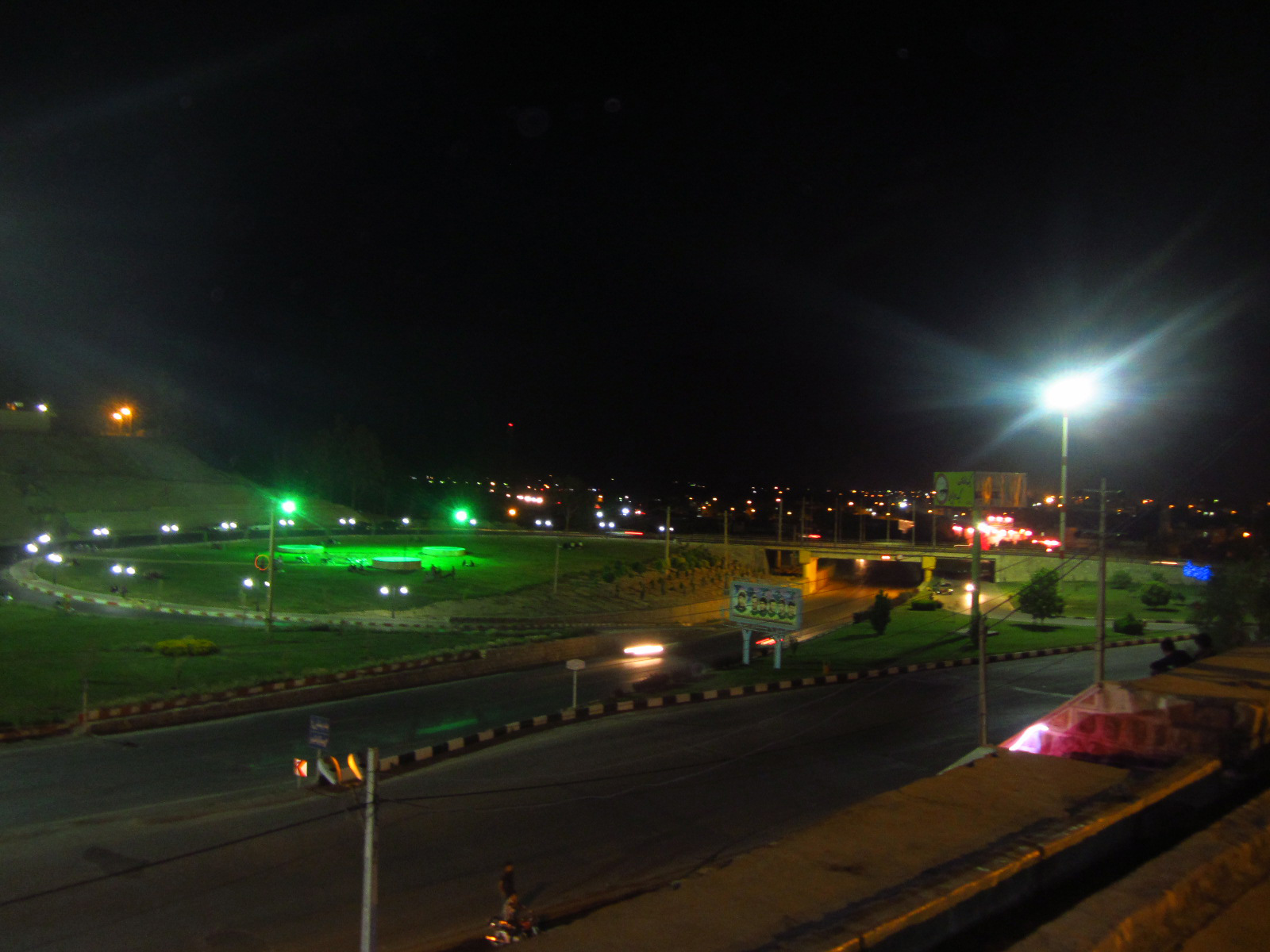

Fasa (en persan : فسا) est une ville de la province du Fars en Iran. Elle est située à 145 km au sud de Chiraz.

## Universités
- 1. Université islamique libre de Fasa (en)
  2. Université des sciences médicales de Fasa (en)